# ميشيل ليونارد
ميشيل ليونارد (بالإنجليزية: Michelle Leonard)‏ هي مغنية وكاتبة غنائية بريطانية، ولدت في 5 يونيو 1973 في إنجلترا في المملكة المتحدة.

## وصلات خارجية
- الموقع الرسمي
- ميشيل ليونارد على موقع ميوزك برينز (الإنجليزية)
- ميشيل ليونارد على موقع ديسكوغز (الإنجليزية)